# Scaptomyza deludens
Scaptomyza deludens är en tvåvingeart som beskrevs av Hardy 1967. Scaptomyza deludens ingår i släktet Scaptomyza och familjen daggflugor. Inga underarter finns listade i Catalogue of Life.